# 아르다
아르다(Arda)는 J. R. R. 톨킨의 《반지의 제왕》, 《실마릴리온》의 무대가 된 세계이다.

## 개요
퀘냐로 왕국이라는 뜻이다. 아르다는 일종의 행성과 같은 개념으로 가운데땅과 아만은 아르다에 속하는 대륙이다. 톨킨 교수의 말에 따르면 아르다는 사실 머나먼 고대의 지구의 모습이라고 한다. 본래는 편평한 모습이었지만 아칼라베스 이후에 구형으로 재편되었다.